# Buići (Župa dubrovačka)
Buići je naselje u Republici Hrvatskoj, u sastavu Općine Župa dubrovačka, Dubrovačko-neretvanska županija.

## Stanovništvo
Prema popisu stanovništva iz 2011. godine, naselje je imalo 359 stanovnika.
| broj stanovnika | 179   | 168   | 209   | 235   | 191   | 184   | 228   | 228   | 214   | 208   | 210   | 193   | 213   | 178   | 269   | 359   | 356   |
|                 | 1857. | 1869. | 1880. | 1890. | 1900. | 1910. | 1921. | 1931. | 1948. | 1953. | 1961. | 1971. | 1981. | 1991. | 2001. | 2011. | 2021. |

## Znamenitosti
- Župski glagoljski natpis, natpis iz 11. stoljeća pronađen u blizini crkve svetog Jurja, smještenoj između sela Petrača i Buići